# Jenny McCarthy
Jennifer Ann McCarthy (Chicago, 1 november 1972) is een Amerikaans playboymodel en actrice.

## Biografie
McCarthy stopte met school om actrice te worden. Uiteindelijk ging ze bij Playboy Magazine werken en was Playmate of the Month van oktober '93. Ze werd Playmate van het Jaar in 1994. Ze speelde gastrollen in Baywatch, Home Improvement, Two and a Half Men en Charmed. Ook speelde ze in de films Diamonds (1999), Scream 3 (2000) en Scary Movie 3 (2003). Ook had McCarthy in 1997-1998 haar eigen serie, Jenny, en speelt ze sinds 2005 in de serie The Bad Girl's Guide. Daarnaast werkt ze in 2005 mee aan de film Dirty Love waarvoor McCarthy twee razzies ontvangt (slechtste screenplay en slechtste actrice). McCarthy heeft vaak als gastvrouw bij filmspecials gewerkt.

## Privé

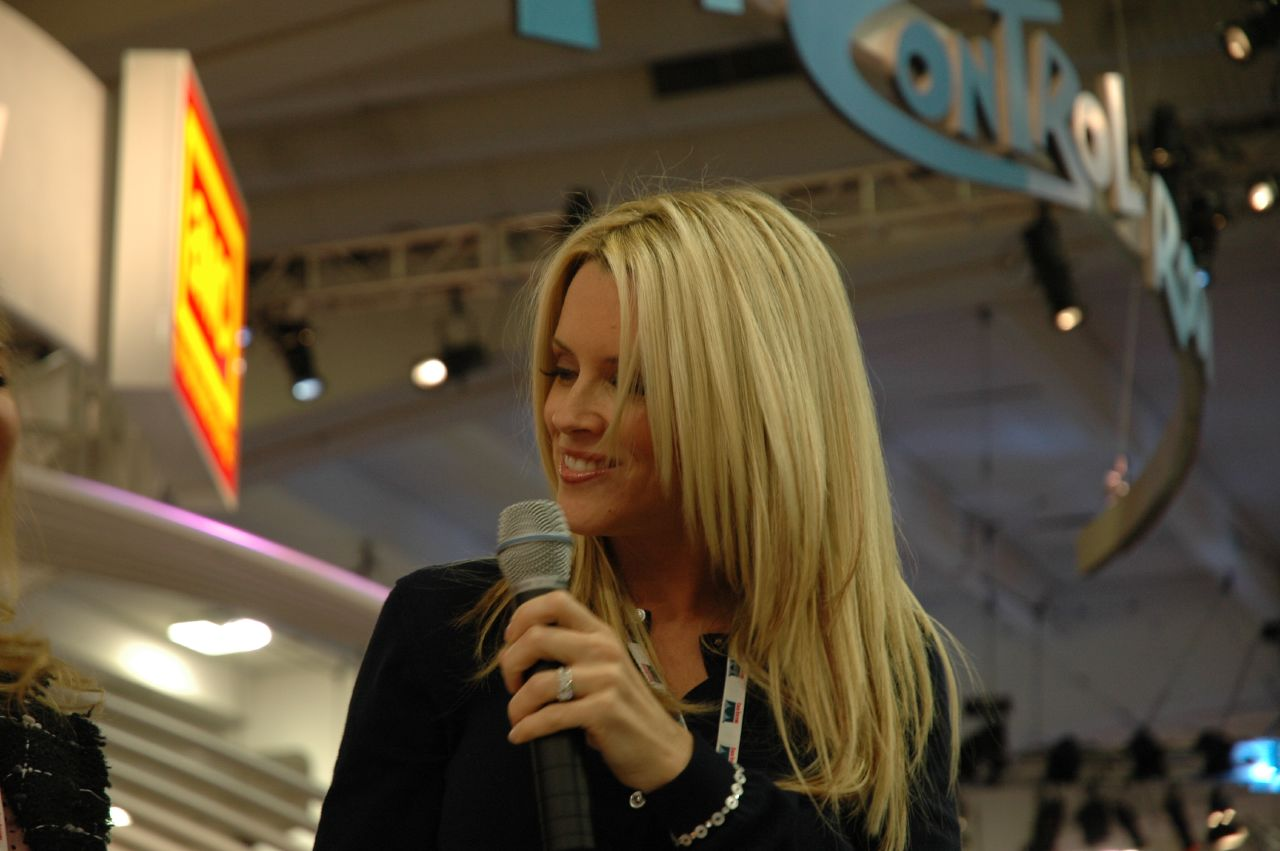
McCarthy in 2005

McCarthy heeft drie zussen: Lynette, Joanne en Amy. Ze is getrouwd met Donnie Wahlberg. Uit een eerder huwelijk heeft ze een zoon. Daarnaast heeft ze ook enkele jaren een relatie gehad met acteur Jim Carrey. In mei 2007 maakte McCarthy bekend dat haar zoon autistisch is. Ze schreef dit toe aan vaccinatie en begon een anti-vaccinatiecampagne in juni 2007.